# ثعلب فضي الظهر
ثعلب فضي الظهر (الاسم العلمي:Vulpes chama)، هو نوع يتبع جنس الثعلبيات من فصيلة الكلبيات. يستوطن بلاد زيمبابوي وبوتسوانا وناميبيا وجنوب أفريقيا وأنغولا، ويعيش في السهول ومناطق المراعي، يبلغ وزنه ما بين 3.6 إلى 5 كغم، يتدرج لونه من اللون الفضي (أعلى الظهر) إلى البني الفاتح.